# あなたとスキャンダル
『あなたとスキャンダル』は、椎名あゆみによる日本の漫画作品である。『りぼん』（集英社）において、1993年から1995年まで連載された。全24話で単行本は全5巻（集英社刊）。また倉本由布によるノベライズ版（文庫版）の作品名でもある。いずれも略称はあなスキャ。

## 概要
高校生が中心に参加するバンド・SPIRALを中心に描かれる少女漫画であり、学園コメディーの1つでもある。連載後半はバンドのプロデビューをめぐってCDバブルの時代を反映した作風になった。タイトルの由来はチェッカーズの楽曲「あの娘とスキャンダル」。
連載終了後、『りぼんオリジナル』（集英社）において、その後の話を描いた『あなたとスキャンダル スペシャル編』が読み切りで掲載された。また、倉本由布によるノベライズがコバルト文庫（集英社）より出版された。
少女が男性的な風貌の女性に惹かれるという設定の漫画だが、百合作品ではなく、作中においてレズビアンへの差別的な描写が特にフォローされていなかったことは後に批判されており、2008年発売の文庫版では一部の表現に修正がかかっている。

## あらすじ
電車の中で見かけた名前も知らない素敵な“彼”に一目惚れしている高崎友香は、隣の男子校と合同で行われたパーティーでライバルの西音寺江梨子とトラブルを起こし、そしてひょんなことから電車の彼がヴォーカリストを担当するバンドメンバーに助けてもらうことになった。酔った勢いから彼に告白する友香だったが、ところがその「彼」である結城芹香は実は女だったことを知り、ショックを受け気絶してしまう。その後、友香のピアノの腕前を知る宮沢新や他のメンバーからバンドへと誘われた友香は、芹香が女だと知っても彼女が好きだという気持ちと意地から承諾することになるのだった。

## 登場人物
高崎友香（たかさき ともか）
主人公。星蘭女子高校1年生。ピアノ歴12年かつ、キーボード担当。アイドル好きなミーハーな性格。炭酸飲料で酔っ払う特異体質。
電車の中で見かけた芹香を男と勘違いして、彼女に一目惚れする｡
一度聴いた曲を全て覚え即座にアレンジしてみせるなど、音楽の才能は並外れたものがある。
結城芹香（ゆうき せりか）
ヴォーカル担当。ダミ声に惹かれた武巳に誘われ、バンドに加入した。外見も行動も性格も声も男らしく、なおかつ少しのことでは動じない。クールでお人好しかつ猫好き。ロシア系クォーター。実家は広島県。
実は、元華族の実業家出身である。しかしその家庭環境は複雑で、若くして後妻に入った母親や両親どちらとも髪の色が異なる為、疎まれて家にいづらく飛び出してきた。元々はロングヘアであったが、16歳の時に高清水冬彦とお見合いをさせられた際に破談になる事を狙う目的と、父親の顔に泥を塗るために見合いの場で自らの髪を切り落とした事がきっかけでボーイッシュな格好をするようになった。後に父親とは和解している。
宮沢新（みやざわ あらた）
星条男子高校2年生。ドラム担当。生粋の江戸っ子だが、実家が下宿屋で地方出身者と日々接しているため関西弁で話す。ただし、嘘をつく時には標準語で喋ってしまう癖がある。知らない人とでも打ち解けやすい明るい性格。童顔かつメンバー内最年長。
友香とは、幼少期にピアノ教室で少しの期間一緒だった。その腕前の記憶からバンドのキーボードとなってもらうべく彼女のことを探していた。
小椋武巳（おぐら たけみ）
星条男子高校2年生。ギター担当。愛称（?）タケ。長身と腰まである長髪が特徴。バンドを組んでいるくせにひどいオンチ。「氷の世界」など妙に古い曲を歌いたがる。
女誑しであり、可愛い女子を見るとつい口説く軽い性格。芹香のことが本気で好き。彼も芹香をバンドに勧誘した時には、彼女が女性とは気づいていなかった。
中川保（なかがわ たもつ）
星条男子高校1年生。ベース担当。ツリ目で、冷静で厳しく妥協を許さない性格。親はスタジオミュージシャン。メンバー内最年少でありながら、非常に大人びている。彼女がいる。
西音寺江梨子（さいおんじ えりこ）
星蘭女子高校1年生で、ホテルを経営する西音寺グループの社長令嬢。友香とは同級生でライバル。
毎日違う車（つまりアッシー君）で下校するほどモテるが、本命は武巳で、何度となくアタックするもののその度にフラれている。真剣に告白するもキッパリと断られ、直後に長い髪をバッサリ切った。
志賀幸夫（しが ゆきお）
友香が電車内で痴漢にあっていたところを助けた青年。容貌が芹香に似ている。高校1年生。江梨子のいとこ。
中学時代に、保とバンドを組んでいた。方向性の違いによって、一方的に抜けた保を恨んでいる。また武巳に彼女を取られたことがあり、そのことも恨みの一因となっている。友香を自分のバンドへ引き抜くことを画策したほか、友香達のオーディション用のデモテープを盗み、それを自分達がライブで歌うことで盗作の疑いをかけようとしたが、友香や芹香たちの堂々とした行動によって頓挫した。
VIP社長
芹香たちのバンド（SPIRAL）が初めて参加したオーディションを構成する、団体の一社（VIP）の女社長。芹香たちの実力に目をつけ、彼女たちがそのオーディションでのトラブルで作った借金（600万円）を肩代わりする代わりに、プロデビューするよう求めるが断られる。後には芹香たちの理解者となり、ファンの1人としてプロデビューすることを求める。
高清水冬彦（たかしみず ふゆひこ）
28歳。NK製薬専務を務める社長子息。芹香の見合い相手であり、彼女の父親が選び抜いた最高の結婚相手候補。見合い中にいきなりロングヘアをバリカンで切り落とした芹香に一目惚れする。
猫たち
芹香の家で飼われている猫たち。トモカは甘えん坊で、食事も寝るのも風呂も一緒。セリカはスマートな美人猫。タケは大きな白猫で、体が大きく毛が長い（のちにタモツとの間に子猫が授かる）。タモツはスマートな黒猫（実はメス、のちにタケの子供を産む）。アラタはやんちゃなトラ猫。

## 書誌情報

### 漫画
- 単行本

椎名あゆみ『あなたとスキャンダル』、集英社〈りぼんマスコットコミックス〉、全5巻
1. 1994年1月14日発売、ISBN 978-4-08-853710-8
2. 1994年6月15日発売、ISBN 978-4-08-853739-9
3. 1994年11月15日発売、ISBN 978-4-08-853764-1
4. 1995年4月14日発売、ISBN 978-4-08-853790-0
5. 1995年9月14日発売、ISBN 978-4-08-853816-7

- 文庫

椎名あゆみ『あなたとスキャンダル』、集英社〈集英社文庫（コミック版）〉、全3巻
1. 2008年6月18日発売、ISBN 978-4-08-618756-5
2. 2008年6月18日発売、ISBN 978-4-08-618757-2
3. 2008年7月18日発売、ISBN 978-4-08-618758-9

### ノベライズ
倉本由布『あなたとスキャンダル』、集英社〈コバルト文庫〉、全1巻
1995年3月1日発売、ISBN 978-4-08-614055-3